# 超低密度リポタンパク質
超低密度リポタンパク質（ちょうていみつどリポタンパクしつ、英: Very-low-density lipoprotein、VLDL）は、細胞外水分に対して密度が高い、肝臓で作られるリポタンパク質の一種である。VLDLは、脂肪やコレステロールを血流の水性溶液中で移動できるようにするための5つの主要なリポタンパク質群（カイロミクロン、VLDL、中間密度リポタンパク質、低密度リポタンパク質、高密度リポタンパク質）の1つである。VLDLは、肝臓で、トリグリセリド、コレステロール、およびアポリポタンパク質から組み立てられる。VLDLは血液中で低密度リポタンパク質（LDL）や中間密度リポタンパク質（IDL）に変換される。VLDL粒子の直径は30-80 nmである。VLDLは内因性生成物を輸送するのに対し、カイロミクロンは外因性（食物由来）生成物を輸送する。2010年代初頭、このリポタンパク質の脂質組成とタンパク質組成の両方が、非常に詳細に特徴付けられた。

## 機能
超低密度リポタンパク質は、内因性のトリグリセリド、リン脂質、コレステロール、およびコレステリルエステルを輸送する、体内における脂質の輸送機構として機能する。さらに、形態形成因子（モルフォゲン）のインディアン・ヘッジホッグ (タンパク質)のような疎水性の細胞間メッセンジャーを長距離輸送するのにも役立つ。

## 体内循環における変化
肝臓から放出された新生VLDLには、アポリポタンパク質B100、アポリポタンパク質C1（apoC1）、アポリポタンパク質E（apoE）、コレステロール、コレステリルエステル、およびトリグリセリドが含まれている。それらは血液中を循環しながら、アポリポタンパク質C-II（apoC-II）と、高密度リポタンパク質（HDL）から提供された追加のapoEを受け取る。この時点で、新生VLDLは成熟VLDLとなる。 VLDLは、循環すると、体内の毛細血管床（脂肪、心筋、骨格筋）でリポタンパク質リパーゼ（LPL）と接触する。LPLは、貯蔵またはエネルギー生産のためにVLDLからトリグリセリドを除去する。ここで、VLDLはHDLと合流し、apoC-IIをHDLに戻す（ただし、apoEは残される）。HDLはまた、コレステリルエステル転送タンパク質（CETP）を介して、リン脂質およびトリグリセリドと引き換えにコレステリルエステルをVLDLと交換する。LPLおよびCETPの酵素の作用によって、さらに多くのトリグリセリドがVLDLから取り除かれると、分子の組成が変化し、中間密度リポタンパク質（IDL）となる。
IDLの50%は、アポリポタンパク質B-100（apoB-100）とapoEを含むため、肝細胞の受容体に認識されエンドサイトーシスされる。残る50%のIDLはapoEを失っていて、それらのコレステロール含有量がトリグリセリド含有量よりも多くなると、apoB-100を主なアポリポタンパク質とするLDLとなる。LDLは、LDL受容体を介してエンドサイトーシスにより細胞内に取り込まれ、その内容物は貯蔵されるか、細胞膜構造に使用されるか、ステロイドホルモンや胆汁酸など他の生成物に変換される。

## 参照項目
- 複合型高脂血症（英語版）- LDLとトリグリセリド濃度の上昇を特徴とする高コレステロール血症の一形態
- 脂質像（英語版） - コレステロールやトリグリセリドなどの脂質の異常を見つけるための血液検査法